# 973
973 (CMLXXIII) je bilo navadno leto, ki se je po julijanskem koledarju začelo na sredo.

## Dogodki
- Al Kahira postane prestolnica Egipta.

## Rojstva
- 6. maj - Henrik II., rimsko-nemški cesar († 1024)
- 15. september - al-Biruni, arabski matematik, astronom, fizik, učenjak, enciklopedist, učitelj († 1048)
- Murasaki Šikibu, japonska pisateljica in pesnica († 1014 ali 1025)
- Al-Ma'arri, arabski filozof, skeptik († 1057)

## Smrti
- 4. julij - Sveti Urh (Ulrik), bavarski svetnik, augsburški škof * 890
- Hrosvita, prva nemšla pesnica (* okoli 935)